# Olga Galczenko
Olga Galczenko (ur. 31 lipca 1990 w Penzie w Rosji), rosyjska żonglerka, specjalizująca się z Władimirem Galczenko w żonglerce dwuosobowej. Posiadają wspólnie kilka rekordów świata w żonglerce.